# Права крв
Права крв (енгл. True Blood) америчка је фантастично-хорор драмска телевизијска серија продуцента и творца Алана Бола. Заснована је на серији романа Јужне вампирске мистерије Шарлејн Харис.
Серија се врти око Суки Стакхаус (Ана Паквин), телепатске конобарице која живи у измишљеном руралном граду Бон Темпс у Луизијани. Постављена је две године након проналаска производа од синтетичке крви означеног као „права крв” који је омогућио вампирима да „изађу из ковчега” и омогуће човечанству њихово присуство. У њој су забележене борбе вампира за једнака права и асимилацију док антивампирске организације почињу да добијају моћ. Сукин свет се преокрене када се заљуби у 173-годишњег вампира Била Комптона (Стивен Мојер) и по први пут мора да се снађе у искушењима и страховима интимности и односа.
Серија је емитована на премијум кабловској мрежи HBO, у Сједињеним Државама, а продуцирао ју је HBO у сарадњи са Боловом продуцентском кућом, Your Face Goes Here Entertainment. Серија је премијерно приказана 7. септембра 2008. године, а закључена је 24. августа 2014. године, састојећи се од седам сезона и 80 епизода. Првих пет сезона добило је изузетно позитивне критике, и номинације и победе за неколико награда, укључујући Златни глобус и Еми. У сарадњи са Институтом за трансфузију крви Србије, HBO је организовао акцију добровољног давања крви поводом премијере 6. сезоне серије Права крв у Србији. Добровољни даваоци крви су као поклон добили мајице инспирисане серијом Права крв.

## Преглед серије
| Сезона | Сезона | Епизоде | Епизоде | Оригинално емитовање | Оригинално емитовање |
| Сезона | Сезона | Епизоде | Епизоде | Премијера            | Финале               |
| ------ | ------ | ------- | ------- | -------------------- | -------------------- |
|        | 1.     | 12      | 12      | 7. септембар 2008.   | 23. новембар 2008.   |
|        | 2.     | 12      | 12      | 14. јун 2009.        | 13. септембар 2009.  |
|        | 3.     | 12      | 12      | 13. јун 2010.        | 12. септембар 2010.  |
|        | 4.     | 12      | 12      | 26. јун 2011.        | 11. септембар 2011.  |
|        | 5.     | 12      | 12      | 10. јун 2012.        | 26. август 2012.     |
|        | 6.     | 10      | 10      | 16. јун 2013.        | 18. август 2013.     |
|        | 7.     | 10      | 10      | 22. јун 2014.        | 24. август 2014.     |

Измишљени универзум приказан у серији заснован је на идеји да вампири постоје, што већина људи није знала све до две године пре премијере серије, када су јапански научници створили синтетичку крв („права крв”), што је елиминисало потребу вампира за преживљавањем људске крви, дозволила је да вампири „изађу из ковчега” и свету открију своје постојање. Ово такозвано „Велико откривење” поделило је вампире у два табора: оне који желе да се интегришу у људско друштво (тј. „мејнстрим”) вођењем кампање за грађанство и једнака права, и они који мисле да је суживот између човека и вампира немогућ, јер се сукобљава са природно предаторском и насилном природом вампира. Такође је изазвао сличне поделе међу не-вампирима; неки верују да вампире треба прихватити и доделити им права, док их други сматрају чудовиштима која треба уништити. Током читаве серије представљена су и друга натприродна створења, међу којима су преобразитељи, вукодлаци, виле, вештице и менада.
Серија се врти око Суки Стакхаус (Ана Паквин), телепатског хибрида човек-вила, познати као халфлинг (не сме се мешати са слично именованим, али неповезаним бићима пронађеним у другим фантастичним делима). Суки је конобарица у Мерлоту, у власништву Сема Мерлота (Сeм Трамел) у малом градићу Бон Темпс у Луизијани. Сем је преобразитељ, мада је ова тајна скривена од већине града. Међу осталим ликовима су Бил Комптон (Стивен Мојер), 173-годишњи вампир који се вратио у Бон Темпс да би се настанио у свом бившем дому након смрти свог последњег преосталог рођака; Тара Торнтон (Рутина Весли), Сукина жилава, али несигурна најбоља пријатељица; Џејсон (Рајан Квонтен), Сукин женскарошки брат; Ерик Нортман (Александер Скарсгорд), 1000-годишњи вампир и шериф из области 5; и Лафајет Рејнолдс (Нелсан Елис), кувар кратке наруџбине, дилер дроге, члан посаде и медијум.
Серија истражује неколико савремених питања попут борбе за једнака права, дискриминације и насиља над мањинама и хомосексуалцима, проблема зависности од дрога, моћи вере и религије, контроле/утицаја медија, потраге за идентитетом и значај породице.

## Продукција

### Историја развоја
Творац серије серије Алан Бол раније је радио са кабловским каналом HBO-ом на серији Шест стопа под земљом, која је трајала пет сезона. У октобру 2005. године, након што је завршена серија Шест стопа под земљом, Бол је потписао двогодишњи уговор са HBO-ом о развоју и продукцији оригиналног програма за мрежу. Права крв је постала први пројекат у оквиру договора након што се Бол упознао са књигама Јужне вампирске мистерије Шарлејн Харис. Једног дана, док је прерано отишао на стоматолошки преглед, Бол је прегледавао књижару Barnes & Noble и наишао је на роман Мртви до мрака (2001), први део Харисине серије. Прочитао је текстове који су уследили и заинтересовао се за „доношење [Харисине] визије на телевизију”. Пошто је већ имао две друге могућности адаптације књиге, Харисова је рекла да је ипак одлучила да ради са њим, јер „ме је [Бол] заиста 'ухватио'. Тако ме је убедио да пођем с њим. Само сам осетила да је разумео шта сам радила са књигама.”
Пројектов једносатни пилот наручен је истовремено са завршетком развојног посла. Бол га је написао, режирао и продуцирао. Чланови улога Паквин, Квонтен и Трамел објављени су у фебруару 2007. године, а Мојер касније у априлу. Пилот је снимљен почетком лета 2007. године, а званично је наручен као серија у августу, у том тренутку је Бол већ написао још епизода. Продукција серије започета је касније те јесени, са Брук Кер, која је тумачила Тару Торнтон у оригиналном пилоту, а заменила је Рутина Весли. Још две епизоде серије снимљене су пре него што је штрајк Удружења писаца Америке 2007-08. године зауставило продукцију прве сезоне од 12 епизода до фебруара 2008. Тог септембра, након што су емитоване само прве две епизоде серије, HBO је наручио другу сезону од 12 епизода, чија продукција треба да почне у јануару 2009. за летњу премијеру.

### Насловна секвенца
Насловна секвенца серије Права крв номинована за Еми састављена је од портрета поставке дубоког југа у серији, а креће се до „Bad Things” Џејса Еверета. Оригинални прилог настао је око песме Џенифер Херема (Royal Trux) „RadTimesXpress”.
Концептуално, секвенца је конструисана око идеје о „курви у молитвеном дому” мешајући контрадикторне слике рода, насиља и религије и приказујући их са становишта „натприродног, предаторског створења које посматра људе из сенке ...” Такође се истражују идеје о искупљењу и опроштају, а самим тим секвенца напредује од јутра до мрака и кулминира крштењем.
Насловну секвенцу створила је независно филмско предузеће Digital Kitchen. Секвенца такође садржи слике и теме смрти и поновног рађања; круг живота. Може се видети Венерина мухоловка која захваћа жабу, док се труљење главе лисице убрзава откривајући црве који се хране лешом. Препород је представљен сликом жене која је „опрана” од својих грехова у језеру и проповедника који благосиља и можда врши егзорцизам над чланом своје скупштине.
Неки од снимака коришћених у секвенци снимљени су на локацији. Digital Kitchen је увео четвородневно путовање у Луизијану како би снимао; такође је снимио сцене и у чикашкој цркви, на сцени и у бару у Сијетлу. Насловна секвенца серије Права крв садржи кадрове који су састављени од оригиналних документарних филмова, стоних фотографија, студија и пронађених снимака који су у потпуности ручно рађени. Креативни редитељ Мет Малдер објашњава да су желели да уређивање „протутња мочварама, дивљином и културама југа да би на крају доспело у срца и умове његових становника.”
Током уређивања, поједини оквири попрскани су капима крви. Прелази секвенце конструисани су другачије; направљени су техником преноса полароида. Последњи кадар једног снимка и први кадар другог снимљени су као појединачна полароидна фотографија која је подељена између емулзије и подлоге. Емулзија је снимљена како се даље одваја хемикалијама, а ти снимци овог одвајања враћени су у коначну монтажу. Осам различитих типографских знакова, инспирисаних јужњачким путоказима, креирано је ручно за улоге глумаца и чланова посаде, као и насловну карту серије.
У издању TV Guide-а за 2010. годину, секвенца почетне теме серије заузела је 5. место на листи 10 најбољих секвенци, према избору читалаца.

### Музика
Гари Каламар, који надгледа музику серије, рекао је да је његов циљ за саундтрек серије створи нешто „мочварно, плаво и сабласно” и представи локалне музичаре из Луизијане. Саундтрек албуми серије Права крв су два пута доносили номинације за награду Греми.
Композитор Нејтан Бар написао је оригиналну партитуру за серију која међу осталим инструментима садржи виолончело, гитару, припремљени клавир и стаклену усну хармонику, а све то изводи сам. Главна тематска песма је „Bad Things” извођача кантри музике Џејса Еверета, из његовог истоименог дебија из 2005. године.
Elektra/Atlantic Records објавио је саундтрек серије Права крв 19. маја 2009. године, истог дана када су објављени DVD и Blu-ray прве сезоне. Оригинална партитура Нејтана Бара за серију Права крв објављена је на CD-у за издавачку кућу Varèse Sarabande 8. септембра 2009. Други саундтрек серије Права крв објављен је 25. маја 2010, што се поклапа са премијером треће сезоне у јуну. Трећи саундтрек је објављен 6. септембра 2011. године, неколико дана пре финала четврте сезоне.
И Нејтан Бар и Џејс Еверет освојили су 2009. године награду Broadcast Music Incorporated-а у категорији BMI Cable Awards за оригиналну партитуру и песму серије Права крв.
Појединачни наслови епизода серије названи су према песмама у епизодама, које се обично чују током завршних шпица. Наслов обично указује на нешто о догађајима који ће се одвијати током дате епизоде. На пример, десета епизода четврте сезоне носи наслов „Спаљивање куће”, а крајњи текстови садрже обраду верзије класичне песме Talking Heads-а коју изводи The Used.

### Маркетинг
Премијера серије Права крв претходила је кампањи виралног маркетинга/игре алтернативне стварности, засноване на BloodCopy.com, током целог лета. То је подразумевало постављање више веб-сајтова, кодирање веб-адреса у необележене коверте које су поштом послане ауторима блогова и другима, па чак и наступе „вампира” који је покушао да се обрати другима такве врсте, како би разговарали о недавном стварању серије „Права крв”, измишљени напитак представљен у серији. Налог на MySpace-у са корисничким именом „Blood” had, as of June 19, uploaded two videos; one entitled "Vampire Taste Test – True Blood vs Human", је од 19. јуна отпремио два видео-снимка; један под називом „Vampire Taste Test – True Blood vs Human” и један под називом „BloodCopy Exclusive INTERVIEW WITH SAMSON THE VAMPIRE”. Преднаставни стрип подељен је посетиоцима Comic-Con-а 2008. године. Стрип се усредсређује на старог вампира по имену Ламар, који читаоцу говори о томе како је Права крв испливала на површину и о коме се расправљало између многих вампира пре него што је изашла у јавност. У једном тренутку, Ламар се пита да ли Права крв чини свет сигурним за вампире или од њих. Неколико реклама на HBO-у и Facebook-у емитовано је пре премијере серије, стављајући вампире у огласе сличне онима за пиво и вино.
HBO је продуцирао и емитовао два документарна филма за промоцију серије Права крв, под називом „Праве крвне линије”. Први, Вампирске легенде, истраживао је најраније приказе вампира у легенди, литератури и биоскопу. Други, Нови тип, говори о вампирској култури од Носфератуа до данашњих сензуалних, сексуалних створења. У том циљу серија је покривала и модерну вампирску подкултуру и вампирске клубове из стварног живота. У документарцима су се појавили глумци и писци серије Права крв. Серије су први пут емитоване 6. септембра 2008. године на HBO-у.
Хиљаде DVD-ова прве епизоде подељено је посетиоцима Поноћног лудила, специјалног филмског фестивала. Blockbuster Video омогућио је бесплатно изнајмљивање прве епизоде серије Права крв неколико дана пре него што је емитована на HBO-у.
Дана 16. априла 2009. године, HBO је објавио први најавни постер за 2. сезону. Слика користи перспективну технику која посматрачима приказује једну од две слике. Минут дугог промотивног видео-оглашавања друге сезоне, који садржи „Beyond Here Lies Nothin'” Боба Дилана, објављен је почетком маја у издању Entertainment Tonight-а. Постојао је и веб-сајт за Дружину Сунца, антагонисте из серије књига, који је садржао видео-записе о проблемима са врућим темама, попут постајања вампира.
У септембру 2009. године, HBO је поднео регистрацију жига Сједињеним Америчким Државама за могућу будућу електронску игру засновану на серији Права крв. Мрежа је потом покренула линију накита серије Права крв у сарадњи са њујоршким дизајнером Јудијем Бером. Инспирисан серијом, накит има готички изглед и садржи сребро, полирани челик и рубине. Истог месеца, HBO.com је почео да продаје Tru:Blood, напитак брендиран да подсећа на измишљену синтетичку крв која се појављује у серији. Напитак је газирано пиће са укусом поморанџе, које су развили и произвели Omni Consumer Products, предузеће специјализовано за децентрализовање марки од телевизије и филмова, и FMCG Manufacturing Company, специјални произвођач лиценцираних забавних производа.
У јуну 2010. године, HBO је одржао посебан догађај у бројним биоскопима широм САД, заједно са црвеним тепихом, рефлекторима и џаковима. Победници такмичења позвани су да погледају специјални пренос уживо, финале 2. сезоне, преглед 3. сезоне и интервју уживо на снимању серије Права крв са глумачком екипом и Аланом Болом. HBO је такође почео да продаје фигурална попрсја Права крв на којима су Бил, Суки и Ерик. Попрсја других ликова постала су доступна касније.
HBO и IDW Publishing најавили су на WonderCon-у 2010. да ће објавити стрип заснован на серији. Алан Бол је развио и написао стрип. Прва књижица, у тиражу од 53.000, издата је у јулу 2010. године и ускоро распродана. Друго издање кренуло је у продају 18. августа 2010. године, а друго штампање првог издања почело је да се продаје 25. августа. У серији је издато шест стрипова који су састављени као графички роман Сви заједно сада 15. фебруара 2011. Ово је био први у низу од четири графичка романа која је HBO објавио под франшизом Права крв и продавао се у великим књижарама. Наслови за енсу укључују Упрљана љубав, Француска четврт и У току.

## Улоге
Права крв запошљава широк састав састављен од сталних, централних ликова и ротирајуће групе несталних споредних ликова. Иако је серија смештена у измишљеном граду Бон Темпс у Луизијани, приметан број глумаца пореклом је изван Сједињених Држава. У једном интервјуу, Бол је објаснио да није намерно тражио „неамеричке” глумце, већ је био спреман да оде било где је требало да би „пронашао глумца због којег лик дише”. Бол је наставио да објашњава да се током кастинга више фокусирало на то ко ће лик приказати на убедљив начин, а не на то ко ће физички сличити ликовима из књиге. Примећујући да постоји дефинитивна разлика између ликова и приче приказаних у серији Права крв и оних приказаних у књизи Јужне вампирске мистерије, описао је Харисову као врло разумевајућу у погледу начина на који је њено дело реинтерпретирано.

### Главни ликови
| Глумац                    | Лик                       | Сезоне   | Сезоне          | Сезоне          | Сезоне          | Сезоне          | Сезоне          | Сезоне          |
| Глумац                    | Лик                       | 1.       | 2.              | 3.              | 4.              | 5.              | 6.              | 7.              |
| ------------------------- | ------------------------- | -------- | --------------- | --------------- | --------------- | --------------- | --------------- | --------------- |
| Ана Паквин                | Суки Стакхаус             | Главна   | Главна          | Главна          | Главна          | Главна          | Главна          | Главна          |
| Стивен Мојер              | Бил Комптон               | Главна   | Главна          | Главна          | Главна          | Главна          | Главна          | Главна          |
| Сем Трамел                | Сем Мерлот                | Главна   | Главна          | Главна          | Главна          | Главна          | Главна          | Главна          |
| Рајан Квонтен             | Џејсон Стакхаус           | Главна   | Главна          | Главна          | Главна          | Главна          | Главна          | Главна          |
| Рутина Весли              | Тара Торнтон              | Главна   | Главна          | Главна          | Главна          | Главна          | Главна          | Главна          |
| Крис Бауер                | Енди Белфлер              | Главна   | Главна          | Главна          | Главна          | Главна          | Главна          | Главна          |
| Нелсан Елис               | Лафајет Рејнолдс          | Главна   | Главна          | Главна          | Главна          | Главна          | Главна          | Главна          |
| Џим Парак                 | Хојт Фортенбери           | Главна   | Главна          | Главна          | Главна          | Главна          |                 | Главна          |
| Кери Престон              | Арлин Фауер Белфлер       | Главна   | Главна          | Главна          | Главна          | Главна          | Главна          | Главна          |
| Мајкл Рејмонд-Џејмс       | Рене Ленијер / Дру Маршал | Главна   |                 | Повратна        | Специјални гост |                 |                 |                 |
| Вилијам Сендерсон         | Бад Дирборн               | Главна   | Главна          | Главна          |                 | Специјални гост |                 |                 |
| Лин Колинс                | Дон Грин                  | Главна   |                 |                 |                 |                 |                 |                 |
| Лоис Смит                 | Адел Стакхаус             | Главна   |                 |                 | Специјални гост |                 |                 | Специјални гост |
| Адина Портер              | Лети Меј Торнтон          | Главна   | Повратна        | Повратна        | Специјални гост | Специјални гост | Специјални гост | Главна          |
| Александер Скарсгорд      | Ерик Нортман              | Главна   | Главна          | Главна          | Главна          | Главна          | Главна          | Главна          |
| Лизи Камплан              | Ејми Берли                | Главна   |                 |                 |                 |                 |                 |                 |
| Стивен Рут                | Еди Форнир                | Главна   | Специјални гост |                 |                 |                 |                 |                 |
| Мехкад Брукс              | „Егс” Бенедикт Тали       | Гост     | Главна          |                 |                 |                 |                 |                 |
| Ана Камп                  | Сара Њулин                |          | Главна          |                 |                 |                 | Главна          | Главна          |
| Мишел Форбс               | Меријен Форестер          | Гост     | Главна          |                 |                 |                 |                 |                 |
| Тод Лоу                   | Тери Белфлер              | Повратна | Главна          | Главна          | Главна          | Главна          | Главна          | Специјални гост |
| Мајкл Макмилијан          | Реверенд Стив Њулин       | Повратна | Главна          | Специјални гост | Специјални гост | Главна          | Главна          | Специјални гост |
| Дебора Ен Вол             | Џесика Хемби              | Повратна | Главна          | Главна          | Главна          | Главна          | Главна          | Главна          |
| Маријана Клавено          | Лорена Красики            | Гост     | Главна          | Главна          |                 | Гост            |                 |                 |
| Маршал Алман              | Томи Микенс               |          |                 | Главна          | Главна          |                 |                 |                 |
| Кристин Бауер фон Стратен | Пам Свинфорд де Бoфон     | Повратна | Повратна        | Главна          | Главна          | Главна          | Главна          | Главна          |
| Кевин Алехандро           | Хесус Веласкез            |          |                 | Главна          | Главна          | Повратна        |                 |                 |
| Денис О’Хер               | Расел Еџингтон            |          |                 | Главна          |                 | Главна          |                 |                 |
| Линдски Пулсифер          | Кристал Норис             |          |                 | Главна          | Повратна        |                 |                 |                 |
| Лорен Боулс               | Холи Клири                |          |                 | Повратна        | Главна          | Главна          | Главна          | Главна          |
| Џанина Гаванкар           | Луна Гарза                |          |                 |                 | Главна          | Главна          | Специјални гост |                 |
| Фиона Шо                  | Марни Стоунбрук           |          |                 |                 | Главна          |                 |                 |                 |
| Џесика Так                | Нан Фланаган              | Повратна | Гост            | Повратна        | Главна          |                 |                 | Специјални гост |
| Џо Манганијело            | Алсид Херво               |          |                 | Повратна        | Главна          | Главна          | Главна          | Главна          |
| Скот Фоли                 | Патрик Девинс             |          |                 |                 | Специјални гост | Главна          |                 |                 |
| Луси Грифитс              | Нора Гејнзборо            |          |                 |                 |                 | Главна          | Главна          |                 |
| Кристофер Мелони          | Роман Зимојиц             |          |                 |                 |                 | Главна          |                 |                 |
| Валентина Черви           | Саломе Агрипа             |          |                 |                 |                 | Главна          |                 |                 |
| Рутгер Хауер              | Ниал Бригант              |          |                 |                 |                 |                 | Главна          | Специјални гост |
| Арлис Хауард              | Труман Берел              |          |                 |                 |                 |                 | Главна          |                 |
| Кели Овертон              | Рики Нејлор               |          |                 |                 |                 | Повратна        | Главна          |                 |
| Роберт Патик              | Џексон Херво              |          |                 |                 |                 | Повратна        | Главна          | Специјални гост |
| Роб Казински              | Маклин Вoрлоу             |          |                 |                 |                 |                 | Главна          |                 |
| Џерни Смолет-Бел          | Никол Рајт                |          |                 |                 |                 |                 | Главна          | Главна          |
| Амелија Роуз Блер         | Вила Берел                |          |                 |                 |                 |                 | Повратна        | Главна          |
| Грег Данијел              | Реверенд Данијелс         |          |                 | Гост            | Гост            |                 | Повратна        | Главна          |
| Арон Кристијан Хаулс      | Роки Клири                |          |                 |                 |                 | Гост            | Повратна        | Главна          |
| Ноа Метјуз                | Вејд Клири                |          |                 |                 |                 | Гост            | Повратна        | Главна          |
| Бејли Нобл                | Адилин Белфлер            |          |                 |                 |                 |                 | Повратна        | Главна          |
| Лук Грајмс                | Џејмс Кент                |          |                 |                 |                 |                 | Повратна        |                 |
| Нејтан Парсонс            | Џејмс Кент                |          |                 |                 |                 |                 |                 | Главна          |
| Каролина Вајдра           | Вајолет Мазурски          |          |                 |                 |                 |                 | Повратна        | Главна          |
| Тара Бак                  | Џинџер                    | Гост     | Повратна        | Повратна        | Повратна        | Гост            | Повратна        | Главна          |

## Синопсиси сезона

### 1. сезона (2008)
Главна мистерија прве сезоне односи се на убиства жена повезаних са Сукиним братом, Џејсоном. Модет Пикенс и Дон Грин су задављене убрзо након што су биле насамо с њим. Иако детектив Белфлер има мало сумње да је Џејсон убица, градски шериф не сумња у њега. Сукиина бака је убијена убрзо након тога. Након убистава, Џејсон постаје зависник од вампирске крви и има кратку везу са другом зависницом, Ејми Берли, која се завршава када и она буде убијена. Сезона се такође фокусира на Сукину везу са Билом и Семовом везом са Сукином пријатељицом Таром. Бил објашњава Суки правила да буде вампир и након што је убио вампира док ју је брани, за казну је приморан да „претвори” младу девојку по имену Џесика у вампира. Незрела Џесика је остављена под Биловом бригом и почиње да одраста и као вампир и као особа. На крају се открива да је вереник Арлин Фауер, Рене Ленијер, убијао жене које се друже са вампирима. Даље, он је заправо човек по имену Дру Маршал који је створио лажни идентитет, употпуњен лажним нагласком. Сезона се завршава откривањем тела у аутомобилу детектива Ендија Белефлера на паркингу Меролота.

### 2. сезона (2009)
Друга сезона лабаво прати радњу другог романа Јужне вампирске мистерије, Живи мртваци у Даласу. Поред тога, лик Софи-Ен Лестрак, првобитно представљен у шестом роману Дефинитивно мртви, представљен је као главни споредни лик. Главна тема сезоне укључује нестанак Годрика, 2.000-годишњег вампира шерифа из подручја 9. Ерик тражи Сукину и Билову помоћ у проналажењу древног вампира у Даласу. Њихови путеви се укрштају са Џејсоном док он покушава да открије смисао свог живота са Дружином Сунца, црквом посвећеном антивампирским активностима. Друга тема односи се на менаду по имену Меријен која посећује Бон Темпс након што јој Тара привуче пажњу на крају прве сезоне. Меријен је фигура из Семове прошлости и зна његов прави идентитет особе која мења облик. Њен утицај на град и његове становнике доводи до хаоса који постаје све разорнији како сезона одмиче. На крају сезоне, Бил запроси Суки, али га непознати нападачи киднапују када се Суки повуче у купатило да размотри његов предлог.

### 3. сезона (2010)
Трећа сезона лабаво прати радњу трећег романа Јужне вампирске мистерије, Клуб мртвих, и уводи вукодлаке у митологију серије преко Алсида, вукодлака којег је Ерик унајмио да помогне Суки да пронађе Била. Такође представља ликове Расела Еџингтона, краља вампира у Мисисипију, који жели да сруши вампирску власт. Поред тога, представљени су неки ликови из четвртог романа Мртви за свет: Кристал Норис као Џејсоново љубавно занимање, њену породицу пантеродлака из Хотшота и Сукину „вилинска кума” Клодин. Сукино наслеђе као део виле такође се открива касније у сезони, главни елемент радње из осмог и деветог романа Од мртвих до горих и Мртви и нестале. Ова сезона се завршава преласком Џејсона да се брине о пантеродлацима Хотшота, Тараом како напушта Бон Темпс након трауматичног искуства с вампиром, Суки како открива да је Била у Бон Темпс прва послала краљица вампира из Луизијане, Сем како пуца у свог брата Томија и Хојта и Џесику како се усељавају заједно. Последњи пехар укључује Клодинино одвођење Суки у земљу вила.

### 4. сезона (2011)
Ковен вештица, на челу са Марни, представља претњу вампирима када открију да вештице раде на некромантији. Суки се након годину дана враћа у Бон Темпс (иако је за њу била одсутна само неколико минута) да би Била пронашла као новог краља Луизијане и да су се њен брат и пријатељи одрекли наде да ће је пронаћи. Како серија напредује, моћни некромант из 16. века, Антонија, поседује Марнино тело како би се осветила свим вампирима. Суки започиње романсу са Ериком који има амнезију због урока који је бацила Антонија/Марние. Вештица Антонија на крају схвати неправду коју је нанела невиним људима и одлучи да заустави. Ипак, Марни, зависна од Антонијине моћи, везује је против своје воље да стекне њене моћи. Подзаплети укључују Лафајетов увод у свет магије и његове способности медијума, Семове породичне проблеме, проблематичну везу Алсида и Деби и љубавни троугао Џејсона, Хојта и Џесике. Финале је серија клифова, укључујући упозорење духа Ренеа да ће Тери правити невоље Арлин, бекство Расела Еџингтона, поновну појаву Стива Њулина као вампира и пуцање на Тару.

### 5. сезона (2012)
Сезона започиње тако што Суки и Лафајет траже да Пам претвори Тару у вампира. Бил и Ерик су заробљени од стране власти вампира због убиства Нен Фланаган. Чувар, Роман их је готово осудио на смрт, пре него што је открио да је Расел Еџингтон жив и слободан након што га је мистериозни вампир пустио на слободу. Уз помоћ Суки, тим открива његово скровиште и доводи га унутра. Расел и његов нови вампир-пријатељ, Стив Њулин, заједно са Салом и Ериковом сестром вампирком, Нором, редефинишу вредности Ауторитета и на људе гледају као на ништа више од хране: баш онако како је желела Лилит из Библије вампира. У међувремену, Алсид се суочава са својим тешким успоном вође чопора, Тери сазнаје да је проклет након што је починио страшан злочин током рата у Ираку, док Тара учи како се носити са својим новооснованим животом као Пемин потомак. Џејсон и Суки откривају да је њихове родитеље убио вампир по имену Ворлов. Хојт се спетља са групом мрзитеља натприродних, а затим одлучује да крене на Аљаску, баш као што Енди крене ка животу породичног човека, а Лафајет покушава да се избори са моћима које му је дао Хесус. Сезона се завршава рушењем руководства власти током кризе Праве крви, а Бил испија целу свету бочицу Лилит пред Суки и Ериком. Убрзо упознаје „праву смрт”, али убрзо након тога „устаје из крви”, као још моћнија вампирска реинкарнација Лилит („Билит”).

### 6. сезона (2013)
Шеста сезона серије Права крв премијерно је емитована 16. јуна 2013. Након одласка Алана Бола из серије на крају 5. сезоне, Брајан Бакнер је заменио Бола као шоуранера серије. Шеста сезона се фокусира на Билове способности након што је попио Лилитину крв. Суки и Џејсон покушавају да пронађу Варлоуа, вампира који је убио њихове родитеље, са дедом-вилом Ниалом који долази у Бон Темпс док нови гувернер Луизијане води платформу за искорењивање читаве вампирске расе са Саром Њулин. Сем и Алсид боре се за Емину сигурност; Тери се бори да живи са собом након што је убио Патрика; Енди одгаја своје вилинске ћерке. Ерик одлучи да гувернерову ћерку претвори у вампира како би га убедио да заустави кампању, али она је смештена у вампирски камп заједно са Ериком, Пам, Џесиком и Таром, где би сви требали да се сретну са Сунцем. Бил тражи помоћ од Суки, која размишља да постане Варлоува вампирско-вилинска невеста након што је открила да су је родитељи покушали убити док је била млада. Обоје одлазе у камп за вампире, где је Ерик открио да је Сара Њулин створила вирус који убија вампире, сведочећи како је Сара заразила Нору испред себе. Када се вампири сусретну са сунцем, Бил им нуди своју крв омогућавајући им да ходају по дневном светлу. Сезона се завршава шест месеци касније, где се Суки забавља са Алсидом, Бил је објавио књигу о последицама пијења Лилитине крви, а Сем је градоначелник Бон Темпса и даје свој бар Арлин, а група заражених вампира креће према шанку.

### 7. сезона (2014)
Седма и финална сезона премијерно је емитована 22. јуна 2014. године, а финална епизода емитована је 24. августа 2014. У овој сезони Бон Темпс терорише група вампира заражених вирусом створеним у претходној сезони. Убијају Тару и киднапују Арлин, Холи и Никол. Пам путује светом у потрази за Ериком, који је пронађен у Француској заражен вирусом. Сусрећу се са Суки, Билом, Џесиком и Алсидом у Бон Темпсу и спасавају људе који су киднаповани, што резултира Алсидовом смрћу и Суки је заражена вирусом и преноси га Билу. Ерик и Пам траже Сару Њулин, која наводно има антидот за вирус. Неколико ликова наилази на затварање попут Лети Меј која се мири с Таром кроз визије изазване вампирском крвљу, Џесика и Хојт се венчавају након поновног окупљања током сезоне, Лафајет улази у везу са Џесикиним бившим дечком Џејмсом и Семом који напушта Бон Темпс са Никол. На крају серије, Бил одбија да узме противотров како би се излечио од вируса и тражи од Суки да му пружи „крајњу доброту”. Суки затим удари Билово срце дрвеним штапом. Пам и Ерик успешно продају нову Праву крв са противотровом. Последња сцена серије приказује трудну Суки како седи напољу за столом пуним људи поред мистериозног мушкарца. Љубе се и пију, а чини се да су сви око њих срећни.

## Пријем

### Критички пријем
| |    |    |    |    |    |    |    |
| \| Сезона \| 1. \| 2. \| 3. \| 4. \| 5. \| 6. \| 7. \| \| Оцена \| 63[49] \| 74[50] \| 79[51] \| 74[52] \| 74[53] \| 58[54] \| 54[55] \| |    |    |    |    |    |    |    |
| Сезона | 1. | 2. | 3. | 4. | 5. | 6. | 7. |
| Оцена | 63 | 74 | 79 | 74 | 74 | 58 | 54 |

Серија има оцену одобрења од 70 процената на веб-сајту за прикупљање рецензија Rotten Tomatoes.
Прва сезона серије Права крв добила је позитивне критике, упркос томе што су почетни утисци били различити. Линда Стејси из New York Post-а написала је о уводним епизодама:
Ако је HBO-ова нова серија о вампирима било какав показатељ, и даље би било безброј смртних случајева — посебно међу ловцима на вампире и гледаоцима који их воле — јер би сви умирали од досаде. Тако је и са HBO-овом новом серијом Алана Бола, опседнутог смрћу, творца легендарне серије Шест стопа под земљом, чија нова серија Права крв неће толико охладити вашу крв, колико ће вас хладити.
Роберт Бијанко из USA Today-а закључио је:
Секси, духовита и нескривено необична, Права крв је крвљу натопљена јужноготска романтична парабола смештена у свет у коме су вампири напољу и воде кампању за једнака права. Делом мистерија, делом фантастика, делом комедија и све маштовито претеривање, [Права] крв доказује да је у парадигми 'слатких љубавника записаних у звездама' још увек живахан живот — или смрт. Само треба да знате где да заложите своју романтичну тврдњу.
Серија је постигла највишу оцену Rotten Tomatoes-а од 95%, са просечном оценом 8.25/10 на основу 22 критике, током своје треће сезоне. Критички консензус сезоне гласи: „Чини се да Права крв у потпуности разуме своју привлачност, а трећа сезона пружа обиље графичких узбуђења, спарне романтике и запањујуће сатире за своје обожаваоце.” Metacritic, још један сакупљач критичних одговора, нашао је „генерално повољне критике” за првих пет сезона, са оценама од 63, 74, 79, 74 и 74, тим редоследом.
Шеста сезона, значајна по томе што је прва у серији која није имала Алана Болаа као шоуранера, наишла је на мешовите критике за разлику од хваљења у претходних пет сезона. Многи критичари су приметили опадање квалитета сценарија и продукцијске вредности. У својој рецензији, Брајан Лори из компаније Variety-а приметио је:
Људи могу да расправљају када се званично постави креативна строгост серије Права крв — негде током тог дела када је серија почела да гомила једно натприродно створење на друго (вукодлаци и вештице и виле, о мој!) — али довољно је рећи ово некад значајно и изузетно уносна HBO серија шепа у својој седмој и финалној сезони изгледајући прилично анемично.
Шеста и седма сезона добиле су оцену одобравања од 44% на Rotten Tomatoes-у, са критичним консензусом шесте сезоне који гласи: „Велико затајивање на крају пете сезоне, чини се да Права крв остаје без паре и зар не не стари толико елегантно као његови вечни вампири”. На Metacritic-у, шеста сезона је оцењена 58, док је седма 54, обе указују на „мешовите или просечне критике”.
Глумачка екипа је добила позитивне критике за своје наступе, уз похвале за наступе Ане Паквин и Нелсана Елиса. За прву сезону Ана Паквин је освојила награду за најбољи наступ глумице у телевизијској серији — драма Златни глобус на 66. додели Златних глобуса; такође је номинована следеће године и освојила је награду Сатурн за најбољу глумицу у серији, драму на 13. додели награда Сателит, церемонију у којој је Нелсан Елис освојио и награду за најбољег споредног глумца — серију, мини-серију или телевизијски филм. Стивен Мојер освојио је награду за најбољег глумца на телевизији на церемонији 2010. године.

### Културни утицај
Серија Права крв била је тема пародије на сезону серије Улица Сезам под називом „Право блато” (2010), у којој су представљене луткарске верзије Суки, Била, Лафајета, Сема, Таре и шерифа Дирборна. У скечу, Мапет Суки се бори да испуни молбе Мапет Била за пола литре „Правог блата”, док остали ликови претпостављају да ли је он или није „мрзовољник”.
Анна Паквин (Суки), Стивен Мојер (Бил) и Александер Скарсгорд (Ерик) појавили су се на корицама Rolling Stone-а августа 2010. прекривени крвљу и потпуно голи. Ова насловница изазвала је критике због наводне промоције секса и насиља. Творац серије Алан Бол изјавио је у часопису, „За мене су вампири секс ... Не схватам вампирску причу о апстиненцији. Имам 53 године. Не бринем за средњошколце. Мислим за њих да су њих иритантни и неупућени.”

### Поређење са ЛГБТ правима
Борба за вампирску равноправност у серији Права крв протумачена је као алегорија покрета ЛГБТ права. Шарлејн Харис, ауторка серије књига на којој је серија заснована, изјавила је да су њене почетне карактеристике за вампире биле „... мањина која је покушавала да добије једнака права”. Неколико фраза у серији је позајмљено и прилагођено изразима који се користе против и о ЛГБТ особама, као што су „Бог мрзи очњаке” (Бог мрзи педере) и „Излазак из ковчега” (излазак из ормара).
Кен Тацкер из Entertainment Weekly-а написао је да је серија изграђена „око низа метафора: права вампира залажу се за права хомосексуалаца, а сада паметни смех изазван овом дрском-вампирском девојком представља крајност адолесцентне бунтовности”. Дејвид Бијанкули из NPR-а написао је, „Права крв је велика у алегорији, а напетост око прихватања вампира у друштво очигледна је игра грађанских права уопште, а посебно геј права”. Међутим, творац серије, Алан Бол, који је хомосексуалац, изјавио је да је такво поређење лено и могуће хомофобично; и Лорен Гатерман из Центра за лезбијске и хомосексуалне студије изразиле су забринутост да би емисија могла продужити негативне стереотипе о хомосексуалцима као девијантима.

## Рејтинзи
Прва епизода серије Права крв дебитовала је на врло скромних 1,44 милиона гледалаца у поређењу са прошлим драмским премијерама мреже, попут Велика љубав, чија је премијера имала 4,56 милиона, и Џон из Синсинатија, који је дебитовао са 3,4 милиона гледалаца. Међутим, крајем новембра 2008. гледало је 6,8 милиона недељно: ова цифра је укључивала понављање и гледање на захтев. Гледано у финалу сезоне било је 2,4 милиона.
Премијеру друге сезоне (14. јуна 2009) погледало је 3,7 милиона, што је чини најгледанијим програмом на HBO-у од финала серије Породица Сопрано. Укупан број гледалаца за премијеру сезоне, укључујући касноноћну репризу, био је 5,1 милион. Десету епизоду друге сезоне (23. августа 2009) видело је 5,3 милиона гледалаца, што је нови рекорд у серији. Финале друге сезоне (13. септембра 2009) видело је 5,1 милион гледалаца. У просеку је 12,4 милиона недељно гледало другу сезону.
Девета епизода четврте сезоне (21. августа 2011) поставила је нови рекорд са 5,53 милиона гледалаца, што је чини најгледанијом епизодом до данас.
Права крв је најгледанија серија HBO-а од серије Породица Сопрано. Серија је проглашена осмом најбоље оцењеном серијом за првих десет година IMDb.com Pro (2002–2012).

### Рејтинзи америчког-а
| Сезона    | Време (ИВ/ПВ)   | # Еп. | Премијера          | Премијера                        | Финале              | Финале                        | Емитовано | Гледаоци (у милионима) |
| Сезона    | Време (ИВ/ПВ)   | # Еп. | Датум              | Премијера Гледаоци (у милионима) | Датум               | Финале Гледаоци (у милионима) | Емитовано | Гледаоци (у милионима) |
| --------- | --------------- | ----- | ------------------ | -------------------------------- | ------------------- | ----------------------------- | --------- | ---------------------- |
| 1. сезона | недељом у 21.00 | 12    | 7. септембар 2008. | 1.44                             | 23. новембар 2008.  | 2.45                          | 2008.     | 2.00                   |
| 2. сезона | недељом у 21.00 | 12    | 14. јун 2009.      | 3.70                             | 13. септембар 2009. | 5.11                          | 2009.     | 4.28                   |
| 3. сезона | недељом у 21.00 | 12    | 13. јун 2010.      | 5.10                             | 12. септембар 2010. | 5.38                          | 2010.     | 4.97                   |
| 4. сезона | недељом у 21.00 | 12    | 26. јун 2011.      | 5.42                             | 11. септембар 2011. | 5.05                          | 2011.     | 4.97                   |
| 5. сезона | недељом у 21.00 | 12    | 10. јун 2012.      | 5.20                             | 26. август 2012.    | 5.05                          | 2012.     | 4.67                   |
| 6. сезона | недељом у 21.00 | 10    | 16. јун 2013.      | 4.52                             | 18. август 2013.    | 4.12                          | 2013.     | 4.24                   |
| 7. сезона | недељом у 21.00 | 10    | 22. јун 2014.      | 4.03                             | 24. август 2014.    | 4.04                          | 2014.     | н. п.                  |

## Награде и номинације
Серија је освојила награду за изванредан кастинг за драму на 61. додели награда Еми за ударне термине; двоје главних глумаца су препозната по својим наступима:
- Ана Паквин као Суки Стакхаус, за најбољу глумицу у драми на 13. додели награда Сателит
- Стивен Мојер као Бил Комптон, за најбољег глумца на 37. додели награда Сатурн

Серија је добила награду Америчког филмског института 2009. године као „један од 10 најбољих ТВ програма“ и изабрана је за „омиљену ТВ опсесију“ на 36. додели награда People's Choice. Њени каскадерски извођачи препознати су за изванредне наступе од стране каскадерског ансамбла на 17. додели награда Цега филмских глумаца.

## Рибут
У децембру 2020. године, најављено је да HBO развија рибут серије Права крв. Оригинални творац и шоуранер серије, Алан Бол, биће извршни продуцент рибута.